# Vidal Sassoon International Center for the Study of Antisemitism
Das Vidal Sassoon International Center for the Study of Antisemitism (CICSA) ist ein interdisziplinäres Forschungszentrum an der Hebräischen Universität Jerusalem. Dessen Gründung 1983 geht auf den britischen Unternehmer und Namensgeber Vidal Sassoon zurück, der es finanziell unterstützte. Schwerpunkt der Forschung ist Antisemitismus in seinen Ausprägungen. Das Center vergibt u. a. das Felix Posen Fellowship für richtungsweisende Dissertationen auf diesem Gebiet und veröffentlichte zahlreiche Publikationen von Autoren wie Deborah Lipstadt, Cesare G. De Michelis und Robert S. Wistrich. CiCSA betreibt die umfangreiche Datenbank Felix Posen Bibliographic Project mit über 50.000 Einträgen zum Thema Antisemitismus.